# Zagrli me noćas jače
Zagrli me noćas jače je prvi album hrvatskog pjevača Dražena Zečića.
Album je 1990. godine objavila diskografska kuća Suzy Records.

## Popis pjesama
1. Ja nikada više voljeti neću
2. Volim samo nju
3. Zagrli me noćas jače
4. Ja te volim Dalmacijo
5. Mate
6. Žene
7. Nema tajni, nema laži
8. Neću da nas rastave
9. Ne moli me za oproštaj